# Branchophantis chrysoschista
Branchophantis chrysoschista är en fjärilsart som beskrevs av Edward Meyrick 1938. Branchophantis chrysoschista ingår i släktet Branchophantis och familjen vecklare. Inga underarter finns listade i Catalogue of Life.